# Râul Green
Râul Green (engleză Green River) este cel mai lung afluent (1.175 km) al fluviului Colorado River din vestul SUA. Râul izvorăște în statul american Wyoming, curge prin Utah, face o cotitură largă în statul Colorado pe teritoriul Parcului Național Canyonlands în fluviul Colorado. Pe traseul lui râul a săpat o serie de canioane.

## Curs
Râul Green are izvorul în munții Wind River Range ce aparțin de masivul Rocky Mountains, curge prin vestul statului Wyoming la început spre sud, primește apele lui Big Sandy River. La sud de orașul Green River, Wyoming alimentează lacul Flaming Gorge Reservoir care se află în nordul statului Utah. La est de munții Uinta Mountains face o cotitură în partea de nord-vest a statului Colorado și se reîntoarce pe teritoriul rezervației Dinosaur National Monument în statul Utah unde primește apele lui „White River”. Urmează spre sud un traseu de 192 km prin canionul „Desolation Canyon”, urmat de localitatea Green River, Utah și canionul „Gray Canyon”, după care se varsă pe teritoriul Parcului Național Canyonlands în fluviul Colorado.